# Saison 1992-1993 du Paris Saint-Germain
Maillots
Chronologie
Saison précédente Saison suivante
La saison 1992-1993 du Paris Saint-Germain est la dix-neuvième saison consécutive du club de la capitale en première division.
Artur Jorge, entraîneur portugais de 46 ans, est à la tête du staff parisien cette saison-là. Ancien sélectionneur du Portugal, il remporte plusieurs trophées avec le FC Porto, dont le championnat à trois reprises (1985, 1986 et 1990) ainsi que la Coupe des clubs champions européens en 1987.
Le Paris SG finit deuxième de Division 1, malgré l'annulation du titre de l'Olympique de Marseille à la suite de l'affaire VA-OM. La direction de Canal+ refuse le titre de champion pour le PSG pour ne pas se fâcher avec ses abonnés de province. Le club remporte néanmoins la coupe de France en battant le FC Nantes et remporte le trophée pour la troisième fois. En Coupe UEFA, l'équipe parisienne parvient à atteindre la demi-finale mais s'incline face à la Juventus de Turin.

## Avant-saison
Le Paris Saint-Germain fait son retour sur la scène européenne grâce à la troisième place obtenue la saison passée. Après sept saisons dans les cages parisiennes, Joël Bats prend sa retraite sportive. Il rejoint néanmoins le staff technique pour entraîner les gardiens. Un pré-contrat est signé une saison auparavant avec le gardien de but Bernard Lama, qui aura disputé la saison 1991-1992 dans les cages du RC Lens.
À la recherche d'un grand attaquant, le PSG parvient à signer un pré-contrat avec l'attaquant bulgare du FC Barcelone Hristo Stoitchkov, à qui il ne reste qu'une année de contrat. La transaction est finalement bloquée par le vice-président du Barça Joan Gaspart. L'attaquant allemand Jürgen Klinsmann, alors à l'Inter Milan, est pressenti pour rejoindre la capitale. Mais le salaire du champion du monde 1990 est élevé, et Artur Jorge préfère le profil du Libérien George Weah de l'AS Monaco, annoncé sur le départ. Un accord est alors trouvé entre l'ASM et le PSG pour un double transfert : c'est donc finalement Weah qui est recruté le 23 juillet.
| Nom                  | Nationalité | Transfert                     | Provenance/Destination      | Division   |
| -------------------- | ----------- | ----------------------------- | --------------------------- | ---------- |
| Arrivées             |             |                               |                             |            |
| Bernard Lama         | France      | Transfert                     | RC Lens                     | Division 1 |
| Alain Roche          | France      | Transfert                     | AJ Auxerre                  | Division 1 |
| Jean-Luc Sassus      | France      | Transfert                     | AS Cannes                   | Division 2 |
| Vincent Guérin       | France      | Transfert                     | Montpellier HSC             | Division 1 |
| Joël Cloarec         | France      | Transfert                     | LB Châteauroux              | Division 2 |
| François Calderaro   | France      | Transfert                     | FC Metz                     | Division 1 |
| George Weah          | Liberia     | Transfert                     | AS Monaco                   | Division 1 |
| Patrick Mboma        | France      | Premier contrat professionnel | Paris Saint-Germain B       |            |
| Francis de Percin    | France      | Premier contrat professionnel | Paris Saint-Germain B       |            |
| Départs              |             |                               |                             |            |
| Geraldão             | Brésil      | Transfert                     | CF América                  | Liga MX    |
| Jean-Luc Vasseur     | France      | Transfert                     | Stade rennais football club | Division 2 |
| Bernard Héréson      | France      | Transfert                     | RC Lens                     | Division 1 |
| Lyazid Sandjak       | Algérie     | Transfert                     | OGC Nice                    | Division 2 |
| Pascal Nouma         | France      | Prêt                          | Lille OSC                   | Division 1 |
| Christian Perez      | France      | Transfert                     | Montpellier HSC             | Division 1 |
| David Rinçon         | France      | Transfert                     | LB Châteauroux              | Division 2 |
| Franck Vandecasteele | France      | Transfert                     | Stade lavallois             | Division 2 |
| Patrick Mboma        | France      | Prêt                          | LB Châteauroux              | Division 2 |
| Dominique Leclercq   | France      | Préparateur physique          | Paris Saint-Germain         | Division 1 |
| Oumar Sène           | Sénégal     | Arrêt                         | Paris Saint-Germain         | Division 1 |
| Joël Bats            | France      | Retraite sportive             | Paris Saint-Germain         | Division 1 |
| Bernard Pardo        | France      | Libre ; Blessé                | Paris Saint-Germain         | Division 1 |

## Compétitions

### Championnat
La saison 1992-1993 de Division 1 est la cinquante-septième édition du championnat de France de football. La division oppose vingt clubs en une série de trente-huit rencontres. Les meilleurs de ce championnat se qualifient pour les coupes d'Europe que sont la Ligue des Champions (le vainqueur), la Coupe UEFA (les trois suivants) et la Coupe des vainqueurs de coupe (le vainqueur de la Coupe de France). Le Paris Saint-Germain participe à cette compétition pour la vingtième fois de son histoire et la dix-neuvième depuis la saison 1974-1975.

#### Classement et statistiques
Le Paris Saint-Germain termine le championnat à la deuxième place avec 20 victoires, 11 matchs nuls et 7 défaites. Une victoire rapportant deux points et un match nul un point, le PSG totalise 51 points, soit à deux points de l'Olympique de Marseille, champion déclassé en raison d'une affaire de corruption (affaire VA-OM). Les Parisiens possèdent la deuxième attaque du championnat, la troisième meilleure défense et la deuxième meilleure différence de buts.
Extrait du classement de Division 1 1992-1993
| Rang | Équipe                             | Pts | J  | G  | N  | P  | Bp | Bc | Diff |
| --- | ---------------------------------- | --- | -- | -- | -- | -- | -- | -- | ---- |
| 1 | Olympique de Marseille T, déclassé | 53  | 38 | 22 | 9  | 7  | 71 | 36 | +35  |
| 2 | Paris SG C                         | 51  | 38 | 20 | 11 | 7  | 61 | 29 | +32  |
| 3 | AS Monaco                          | 51  | 38 | 21 | 9  | 8  | 56 | 29 | +27  |
| 4 | Girondins de Bordeaux              | 46  | 38 | 18 | 12 | 8  | 42 | 25 | +17  |
| 5 | FC Nantes                          | 45  | 38 | 17 | 11 | 10 | 54 | 39 | +15  |
| 6 | AJ Auxerre                         | 44  | 38 | 18 | 7  | 13 | 57 | 44 | +13  |
| - Premier tour de la Ligue des champions 1993-1994 - Premier tour de la Coupe UEFA 1993-1994 - Premier tour de la Coupe des coupes 1993-1994 |                                    |     |    |    |    |    |    |    |      |

##### Évolution du classement
| Journée | 1 | 2 | 3 | 4 | 5 | 6 | 7 | 8 | 9 | 10 | 11 | 12 | 13 | 14 | 15 | 16 | 17 | 18 | 19 | 20 | 21 | 22 | 23 | 24 | 25 | 26 | 27 | 28 | 29 | 30 | 31 | 32 | 33 | 34 | 35 | 36 | 37 | 38 | Journées en tête | Nombre de journées relégable |
| ------- | - | - | - | - | - | - | - | - | - | -- | -- | -- | -- | -- | -- | -- | -- | -- | -- | -- | -- | -- | -- | -- | -- | -- | -- | -- | -- | -- | -- | -- | -- | -- | -- | -- | -- | -- | ---------------- | ---------------------------- |
| Rang    | 6 | 4 | 1 | 1 | 1 | 1 | 1 | 1 | 1 | 1  | 2  | 2  | 2  | 2  | 2  | 2  | 1  | 3  | 4  | 3  | 3  | 3  | 2  | 2  | 2  | 1  | 2  | 2  | 3  | 3  | 3  | 2  | 2  | 1  | 2  | 2  | 2  | 2  | 11               | 0                            |

### Coupe de France
La coupe de France 1992-1993 est la 76e édition de la coupe de France, une compétition à élimination directe mettant aux prises tous les clubs de football amateurs et professionnels à travers la France métropolitaine. Elle est organisée par la FFF et ses ligues régionales.
C'est le Paris Saint-Germain qui remporte cette édition de la coupe de France en battant sur le score de 3-0 le FC Nantes.

### Coupe de l'UEFA
La coupe UEFA 1992-1993 est la vingtième édition de la Coupe UEFA. Le tenant du titre est l'Ajax Amsterdam, formation néerlandaise vainqueur face à un club italien, le Torino FC. L'objectif affiché est de passer les deux premiers tours de la compétition.

#### Parcours en Coupe de l'UEFA
Pour les trente-deuxièmes de finale, le Paris SG joue contre les Grecs du PAOK Salonique, quatrième du championnat grec 1991-1992. Lors du match aller, George Weah inscrit deux buts d'une tête sur corner dès la première mi-temps, son premier doublé de la saison. Le match retour se déroule dans le bouillant Stade de Toúmba à Thessalonique. Weah marque à nouveau, suivi par Jean-Luc Sassus sur un centre de Vincent Guérin qui porte le score à 0-2 avant le retour aux vestiaires. Les supporters du PAOK, en colère contre leur président et les résultats de leur équipe, envahissent le terrain. La sécurité n'étant pas assurée, le match est arrêté par l'arbitre hollandais John Blankenstein. L'UEFA décide de donner la victoire au PSG sur tapis vert, portant alors le score à 3-0.
Pour les seizièmes de finale, les Parisiens se déplacent au stade San Paolo pour affronter le SSC Naples, vainqueur de la compétition quatre ans auparavant. Weah inscrit à nouveau un doublé malgré une grippe, le premier d'une reprise de volée sur un centre de Valdo (13e), le second d'une tête sur corner de Guérin (24e). En remportant ce match deux à zéro, Jorge avoue ne pas avoir imaginé ce scénario. Pour le match retour, l'équipe parisienne parvient à contrôler son match et finit sur un score vierge.
Pour les huitièmes de finale, Paris affronte les Belges du RSC Anderlecht. Le match aller voit rapidement son attaquant David Ginola quitter la pelouse avec deux avertissements au bout de vingt minutes et le score reste vierge et nul. Le retour au Park Astrid se joue sans Ginola, ni Weah, respectivement suspendu et blessé. Le RSCA ouvre le score d'une tête de John Bosman, mais Antoine Kombouaré, entré en cours de jeu, égalise d'une tête puissante d'un corner tiré par Valdo et permet au PSG de se qualifier pour le tour suivant.
Les Parisiens se déplacent dans le mythique stade Santiago-Bernabéu pour affronter le Real Madrid lors des quarts de finale. Surclassé, le PSG encaisse deux buts en première période sur des réalisations de Emilio Butragueño puis du Chilien Iván Zamorano. Alors que Ginola réduit le score en début de deuxième période, un penalty litigieux est sifflé en fin de rencontre. Alain Roche est expulsé et le penalty est transformé par Míchel, portant le score à trois buts à un. Le retour s'annonce difficile face aux Merengues. C'est pourtant George Weah qui ouvre le score en reprenant un corner de Valdo de la tête (34e), permettant au PSG de croire à la qualification. À neuf minutes de la fin, David Ginola marque d'une demi-volée au terme d'une action collective menée par Valdo, Weah puis Bravo qui remise de la tête. Alors que Paris est déjà théoriquement qualifié, Valdo enfonce le clou à la 89e en mystifiant le gardien Francisco Buyo d'une feinte de frappe. Le Real obtient un coup franc dans le temps additionnel et parvient à marquer le but permettant de jouer les prolongations. David Ginola obtient un autre coup france après six minutes de temps additionnel. Tiré par Valdo, le coup de ed arrêté est repis par Antoine Kombouaré, qui parvient à marquer d'une tête décroisée dans le petit filet. Le score final est de quatre buts à un. Après ce nouveau coup de tête décisif, Kombouaré prend le surnom de « Casque d'or ». David Ginola est surnommé El Magnífico par la presse espagnole.
Le Paris Saint-Germain se qualifie pour la première demi-finale de coupe européenne de son histoire et affronte la Juventus FC. L'équipe italienne a déjà remporté cette compétition à deux reprises, en 1977 et 1990. Le match aller se joue au stade des Alpes. George Weah ouvre le score en première période, mais la Juve parvient à remporter le match avec un doublé de son attaquant Roberto Baggio. Sur le match retour, les Bianconeri adoptent une tactique défensive, le catenaccio et les Parisiens peinent à trouver une faille. Le défenseur Massimo Carrera tacle Weah dans la surface sans jouer le ballon, une faute non-sifflée par l'arbitre Jaap Uilenberg. Sur une action initiée par un coup-franc, Roberto Baggio dévie le ballon au fond des filets à la 77e minute. Paris est éliminé.
La Juventus de Turin remporte la compétition en l'emportant 6 buts à 1 (3-1 à l'aller, 3-0 au retour) face aux Allemands du Borussia Dortmund. La Vieille Dame remporte la Coupe UEFA pour la troisième fois.

## Joueurs et encadrement technique

### Statistiques collectives
| Compétition     | Débute au tour | Termine     | Matches joués | Gagnés | Nuls | Perdus | Buts pour | Buts contre | Différence |
| --------------- | -------------- | ----------- | ------------- | ------ | ---- | ------ | --------- | ----------- | ---------- |
| Division 1      | -              | 2e          | 38            | 20     | 11   | 7      | 61        | 29          | +32        |
| Coupe de France | 1/32 de finale | Vainqueur   | 6             | 6      | 0    | 0      | 9         | 0           | +9         |
| Coupe UEFA      | 1/32 de finale | Demi-finale | 10            | 4      | 3    | 3      | 14        | 8           | +6         |
| Total           | -              | -           | 54            | 30     | 14   | 10     | 84        | 37          | +47        |

### Statistiques individuelles
| \| Lama Sassus Colleter Roche Ricardo Le Guen Fournier Valdo Guérin Weah Ginola \| L'équipe type de la saison 1992-1993. |
| Lama Sassus Colleter Roche Ricardo Le Guen Fournier Valdo Guérin Weah Ginola                                             |

### Récompenses et distinctions
- Joueur français de l'année en 1992
  - Alain Roche

## Aspects juridiques et économiques

### Organigramme[11]
| Fonction                                           | Nom              |
| -------------------------------------------------- | ---------------- |
| Président du Club                                  | Bernard Brochand |
| Président de la Société à Objet Sportif (S.A.O.S.) | Pierre Lescure   |
| Vice-Président Délégué                             | Michel Denisot   |

Conseil d'Administration de la S.A.O.S. : Pierre Aranzana, Bernard Brochand, Alain Cayzac, Alain De Greef, Michel Denisot, Guy Drut, Pierre Lescure, Annie Lhéritier, Claude Ravilly, Simon Tahar, Charles Talar, Jean Tiberi.
| Fonction                | Nom                                    |
| ----------------------- | -------------------------------------- |
| Directeur Administratif | Jean-François Domergue                 |
| Directeur Sportif       | Jean-Michel Moutier                    |
| Directeur Financier     | Pierre Frelot                          |
| Comptabilité            | Marie-Laure Pizzuto Christian Hericher |

| Fonction                                                                    | Nom                |
| --------------------------------------------------------------------------- | ------------------ |
| Directeur Commercial - Loges VIP                                            | Richard Cadudal    |
| Directeur Produits Grand Public, Abonnements, Télématique, Produits dérivés | Frédérique Schmite |
| Billetterie, supporteurs                                                    | Pierre Jozroland   |

| Fonction                        | Nom                |
| ------------------------------- | ------------------ |
| Relations publiques, Presse     | Isabelle Perenchio |
| Publicité, promotion, animation | Bruno Barbier      |
| PSG Magazine                    | Christian Gavelle  |

### Équipementiers et sponsors
La tenue est encore cette année fournie par l'équipementier Nike. Cette association dure depuis 1989.
Nous retrouvons comme partenaires :
- la société d'électronique Commodore International, sur le devant du maillot
- la marque de bière sans alcool Tourtel, sur le devant du maillot